# Zipper-Mechanismus
Der Zipper-Mechanismus ist ein Rezeptor-vermittelter Invasionsprozess von pathogenen Bakterien in  eukaryotische Wirtszellen. Dieser ist gekennzeichnet durch Aktinpolymerisation und Membranausstülpungen, die letztendlich zur Aufnahme des Bakteriums führen. Krankheitserreger wie Yersinia pseudotuberculosis, Listeria monocytogenes und Staphylococcus aureus nutzen den Zipper-Mechanismus, um in den Organismus einzudringen beziehungsweise zur Persistenz.
Durch die Bindung des Liganden werden im Wesentlichen wirtszelleigene Signalwege aktiviert ohne weitere Beteiligung des Erregers, da auch tote Bakterien bzw. Kügelchen mit den jeweiligen Liganden von der Wirtszelle aufgenommen werden, im Gegensatz zum Trigger-Mechanismus, bei dem der Erreger aktiv Mediatoren in die Zelle injiziert. Die beteiligten Rezeptoren wie Integrine und Cadherine dienen üblicherweise zum Aufbau von Zellkontakten beziehungsweise zur Adhäsion an die Basalmembran.